# Dunkelfuß-Elefantenspitzmaus
Die Dunkelfuß-Elefantenspitzmaus (Elephantulus fuscipes), auch Dunkelfuß-Rüsselspringer oder Schwarzfuß-Elefantenspitzmaus, ist eine Art der Elefantenspitzmäuse aus der Ordnung der Rüsselspringer (Macroscelidea). Ihr Verbreitungsgebiet liegt im östlichen und zentralen Afrika, es ist aber nicht sehr ausgedehnt. Der Lebensraum besteht aus offenen Waldsavannen. Die Art gleicht anderen Vertretern der Gattung und zeichnet sich wie diese durch eine rüsselsartig verlängerte Nase sowie gegenüber den langen Hinterbeinen nur kurzen Vorderbeinen aus. Über die Lebensweise der Dunkelfuß-Elefantenspitzmaus liegen kaum Hinweise vor. Sie wurde 1894 wissenschaftlich eingeführt, einige Zeit lang galt sie aber als identisch mit der Kurznasen-Elefantenspitzmaus. Daten über den Bestand und dessen mögliche Gefährdung sind bisher nicht erhoben worden.

## Beschreibung

### Habitus
Die Dunkelfuß-Elefantenspitzmaus ist ein mittelgroßer Vertreter der Elefantenspitzmäuse und ähnelt äußerlich der Dunklen Elefantenspitzmaus (Elephantulus fuscus), ist aber etwas größer als diese. Sie besitzt eine Kopf-Rumpf-Länge von 12,6 bis 14,8 cm und eine Schwanzlänge von 8,6 bis 10 cm. Untersuchte Individuen aus Uganda wiesen eine Kopf-Rumpf-Länge von 11 bis 12 cm auf und einen 8 bis 9 cm langen Schwanz. Somit ist der Schwanz mit nur 65 bis 75 % der Länge des restlichen Körpers der vergleichsweise kürzeste innerhalb der Gattung. Das Gewicht variiert von 52 bis 77 g. Im äußerlichen Erscheinungsbild entspricht die Dunkelfuß-Elefantenspitzmaus den anderen Elefantenspitzmäusen. Sie zeichnet sich durch einen großen Kopf mit rüsselartig verlängerter Nase und gegenüber den langen Hinterbeinen sehr kurzen Vorderbeinen aus. Das Rückenfell ist weich, die einzelnen Haare sind dunkelgrau bis schwarz, nur die Spitzen zeigen eine braune Farbe. Dadurch erscheint die Rückenseite dunkelbraun, zahlreiche längere und schwarzspitzige Haare geben ihr aber einen gesättigt-dunklen Farbton. An den Körperseiten hellt das Fell etwas auf, das Bauchfell ist grauweiß. Ebenso ist der Schwanz zweifarbig und oberseits dunkel, unterseits etwas heller. An der Schwanzspitze ist kein Büschel aus verlängerten Haaren ausgebildet wie er bei einigen südafrikanischen Arten vorkommt. Die Ohren werden mit 20 bis 22 mm moderat lang, ihre Spitzen sind abgerundet. Der Supratragus ist nach hinten gedreht und deutlich aufgebläht, auffallend stärker als bei der Dunklen Elefantenspitzmaus und der Kurznasen-Elefantenspitzmaus (Elephantulus brachyrhynchus); das Merkmal dient zur Unterscheidung der drei Arten. Hinter den Ohren tritt abweichend von der Kurznasen-Elefantenspitzmaus kein dunkler Farbfleck auf. Die Augen sind groß und von einem undeutlichen, helleren bis weißlichen Augenring umgeben, der manchmal auch nur fleckenartig ausgebildet ist. Lippen und Kinn zeigen eine hellere Färbung. Die Vorder- und Hinterfüße bestehen aus jeweils fünf Strahlen, die Krallen tragen. Der Hinterfuß ist weniger stark gestreckt als bei anderen Elefantenspitzmäusen und wird 25 bis 28 mm lang.

### Schädel- und Gebissmerkmale
Der Schädel wird 35,6 bis 36,6 mm lang und an den Jochbögen 16,9 bis 17,9 mm breit. Insgesamt erscheint er sehr schmal. Das Gebiss umfasst 42 Zähne und zeigt folgende Zahnformel: {\displaystyle {\frac {3.1.4.2}{3.1.4.3}}}. Die Ausbildung eines dritten, allerdings kleinen Molaren im Unterkiefer ist ungewöhnlich für die heutigen Elefantenspitzmäuse und kommt so nur noch bei der Dunklen und der Kurznasen-Elefantenspitzmaus vor. Im vorderen Gebiss sind oben die drei Schneidezähne annähernd gleich groß. Der Eckzahn ähnelt den hinteren Backenzähnen (molariform). Er ist von den Schneidezähnen durch ein im Vergleich zur Dunklen Elefantenspitzmaus längeres Diastema getrennt, das die Basislänge des Eckzahns übertrifft. Die gesamte obere Zahnreihe weist eine Länge von 17,8 bis 18,9 mm auf.

## Verbreitung

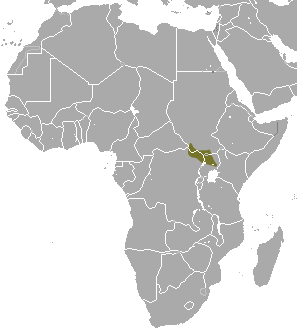
Verbreitungsgebiet (grün) der Dunkelfuß-Elefantenspitzmaus

Das Verbreitungsgebiet der Dunkelfuß-Elefantenspitzmaus nimmt eine nur kleine Fläche im östlichen und zentralen Afrika ein. Es erstreckt sich vom Südwesten des  Sudan (Südsudan) über den Nordosten der Demokratischen Republik Kongo bis in den Norden von Uganda, ein etwas abseits gelegener Nachweis liegt weiter südlich am Mount Elgon. Ein angenommenes Vorkommen im äußersten Osten der Zentralafrikanischen Republik konnte bisher nicht bestätigt werden. Die Art ist durch ihr Verbreitungsgebiet an die nördlichen und westlichen Regenwald-Savannen-Mosaik-Landschaften gebunden. Der bevorzugte Lebensraum umfasst überwiegend offene Waldsavannen. Die Dunkelfuß-Elefantenspitzmaus ist eher selten, allerdings wird von einem regional gehäufteren Vorkommen in der Demokratischen Republik Kongo berichtet. Zu den Verbreitungsgebieten der Kurznasen- und der Rotbraunen Elefantenspitzmaus (Elephantulus rufescens) bestehen nur marginale Überschneidungen.

## Lebensweise
Die Lebensweise der Dunkelfuß-Elefantenspitzmaus ist weitgehend unerforscht, lediglich von einem Weibchen aus der Demokratischen Republik Kongo ist bekannt, dass es einen Embryo trug.

## Systematik
Die Dunkelfuß-Elefantenspitzmaus ist eine eigenständige Art aus der Gattung der Elefantenspitzmäuse (Elephantulus), die insgesamt acht Arten umfasst. Die Elefantenspitzmäuse sind über weite Teile des südlichen und östlichen Afrikas verbreitet. Sie gehören zur Ordnung der Rüsselspringer (Macroscelidea). Die Ordnung wird durch überwiegend kleinere Tiere repräsentiert, die endemisch in Afrika leben. Sie können in zwei Familien aufgeteilt werden. Eine der beiden Familien stellen die Rhynchocyonidae dar, die mit den Rüsselhündchen (Rhynchocyon) aus nur einer Gattung bestehen und somit monotypisch sind. Sie schließen die größten Vertreter ein, die überwiegend an dicht bewaldete Habitate angepasst sind. Die zweite Familie wird durch die Macroscelididae gebildet. Ihr gehören neben den Elefantenspitzmäusen auch die Rüsselratte (Petrodromus), die Nordafrikanische Elefantenspitzmaus (Petrosaltator) sowie die Arten der Gattungen Galegeeska und Macroscelides an. Die Vertreter dieser Gruppe bewohnen zumeist trockenere und offenere Landschaften und können somit sowohl in Savannen als auch in wüstenartigen Regionen angetroffen werden. Mit Hilfe molekulargenetischer Untersuchungen konnte eine Auftrennung der beiden Familien im Unteren Oligozän vor etwa 32,8 Millionen Jahren ermittelt werden. Die Macroscelididae begannen sich im Oberen Oligozän vor rund 28,5 Millionen Jahren stärker zu diversifizieren.
Zusätzlich erbrachten molekulargenetische Untersuchungen aus dem Jahr 2011, dass die Elefantenspitzmäuse eine paraphyletische Gruppe darstellen. Aufgezeigt wird dies durch die Tiefe Einbettung von Petrosaltator, Petrodromus und Macroscelides in die Gattung Elephantulus. Allerdings unterstützten die Analysen die enge Verwandtschaft einer Gruppe überwiegend im südlichen und östlichen verbreiteter Arten. Die genaue Stellung der Dunkelfuß-Elefantenspitzmaus innerhalb der Gattung konnte aber nicht ermittelt werden, sie bildete jedoch zusammen mit der Dunklen Elefantenspitzmaus (Elephantulus fuscus) eine allopatrische Gruppe. Aufgrund der Ausprägung eines dritten Unterkiefermolaren wurde ursprünglich eine enge Beziehung der beiden Arten zur Kurznasen-Elefantenspitzmaus (Elephantulus brachyrhynchus) angenommen, was die genetischen Untersuchungen aber nicht bestätigen konnten. Zeitweise galten die Dunkelfuß- und die Dunkle Elefantenspitzmaus aufgrund des dritten hinteren Backenzahnes im Unterkiefer als artgleich mit der Kurznasen-Elefantenspitzmaus. Ebenso diente das Merkmal dazu, im Jahr 1906 die Gattung Nasilio von Elephantulus abzusetzen (beide Gattungen unterschieden sich zudem aufgrund ihrer weniger geschwollenen Paukenblasen von Macroscelides). Die Typusart von Nasilio stellte dabei die Kurznasen-Elefantenspitzmaus dar. Eine Revision der Rüsselspringer im Jahr 1968 vereinte aber Nasilio wieder mit Elephantulus, darüber hinaus erkannte sie die Dunkelfuß-Elefantenspitzmaus als eigenständige Art an. Unterarten sind nicht bekannt, ebenso liegen bisher keine fossilen Nachweise vor.
Die wissenschaftliche Erstbeschreibung der Dunkelfuß-Elefantenspitzmaus führte Oldfield Thomas im Jahr 1894 durch. Er verwendete dabei die Bezeichnung Macroscelides fuscipes. Das Exemplar, dass ihm bei der Beschreibung zur Verfügung stand, war ein nicht ausgewachsenes Weibchen mit 10,2 cm Körper- und 7,6 cm Schwanzlänge, das noch die Milchzähne besaß. Allerdings fand es Thomas aufgrund der abweichenden Fellfärbung, des kurzen Schwanzes und der kurzen Hinterfüße als gerechtfertigt, die neue Art aufzustellen. Als Typuslokalität gab er N'doruma im Gebiet der lokalen Volksgruppe der Azande in der heutigen Demokratischen Republik Kongo an.

## Bedrohung und Schutz
Aufgrund des nur beschränkten Verbreitungsgebietes und der sehr geringen Informationen über die Dunkelfuß-Elefantenspitzmaus stuft die IUCN sie unter „ungenügende Datengrundlage“ (data deficient) ein. Ihr Vorkommen fällt aber in einen Bereich, der stark vom Menschen beeinflusst wird, etwa durch die Prospektion nach Erdöl. Die Art ist in einzelnen geschützten Gebieten präsent.